# 雷默尔斯
雷默尔斯是德国石勒苏益格－荷尔斯泰因州的一个市镇。总面积9.49平方公里，总人口428人，其中男性212人，女性216人（2011年12月31日），人口密度45人/平方公里。